# إدوارد ريمون هورتون
إدوارد ريمون هورتون (بالإنجليزية: Edward Raymond Horton)‏ هو رسام نيوزيلندي، ولد في 28 يوليو 1928، وتوفي في 10 نوفمبر 1977.